# András Szőllősy
Œuvres principales
Catalogue exhaustif de l'œuvre de Béla Bartók
András Szőllősy est un compositeur et musicologue hongrois, né à Szászváros (Transylvanie), aujourd'hui Orăştie (Roumanie) le 27 février 1921, mort à Budapest le 6 décembre 2007. Il est l'auteur d'un catalogue exhaustif de l'œuvre de Béla Bartók (universellement connu et toujours utilisé sous la forme Sz + le numéro) et il est considéré comme un éminent spécialiste de son compatriote.

## Biographie
Après des études de lettres à la faculté, Szőllősy étudie à l'Académie de musique Franz-Liszt. Il est alors l'élève de Zoltán Kodály et de János Viski en composition. Parti à Rome, il poursuit son cursus à l'Académie nationale de Sainte-Cécile avec Goffredo Petrassi. En 1943, il est Docteur ès lettres; l'année suivante, il est professeur diplômé. Szőllősy enseigne à l'Académie Franz-Liszt à partir de 1950 l'histoire de la musique et la théorie musicale. Il obtient au cours de sa carrière de nombreux prix nationaux et internationaux, notamment le Prix Kossuth ; la France le distingue en le faisant Commandeur des Arts et des Lettres en 1987. Il est l'auteur de plusieurs ouvrages, sur Bartók, Honegger et Kodály. Il a aussi composé de la musique de film.

## Compositions

### Choix d'œuvres

#### Musique classique
- Improvisations sur la peur, ballet (1963)
- 3 Pezzi per flauto et pianoforte (1964)
- Concerto pour 16 archets (1968)
- Concerto no 3 pour orchestre (1970)
- Musica per orchestra (1972)
- Transfigurazioni, pour orchestre (1972)
- Musica concertante, pour petit orchestre (1973)
- Prélude, Adagio et Fugue, pour orchestre (1973)
- Sonorità, pour orchestre (1974)
- Musiche per ottoni, (1975)
- Concerto pour clavecin et cordes (1978)
- Pro somno Igoris Stravinsky quieto, pour orchestre (1978)
- In Pharisaeos, Planctus Mariae et Fabula Phaedri, pour chœur a cappella (1982)
- Tristia, pour orchestre (1983)

#### Musique de film
- 1967 : Les Dix mille soleils (Tízezer nap) de Ferenc Kósa
- 1970 : Les Faucons (Magasiskola) d'István Gaál

## Écrits
- (en hongrois): L'Art de Zoltán Kodály, Budapest, 1943
- Arthur Honegger, Budapest, 1960, 1980

et plusieurs recueils d'écrits de Béla Bartók et Zoltán Kodály

## Récompenses
Parmi les prix qu'il a reçus, on peut citer :
- Prix Erkel en 1971
- Prix de la Tribune internationale des compositeurs en 1970 (pour le concerto no 3 pour orchestre)
- Prix Kossuth en 1985
- Prix Széchenyi en 2007

## Distinctions
- Commandeur des Arts et des Lettres en 1987

## Sources
Cet article a été rédigé à partir des informations contenues dans l'article éponyme du Dictionnaire de la musique. Tome 2, L-Z, Éd. Bordas, coll. « Marc Honegger », 1986, p. 1224  (ISBN 2-04-016327-1)